# Juan Carlos Pérez Gómez
Juan Carlos Pérez Gómez   (Mutriku, 28 de maig de 1958) és un músic basc conegut per ser el cantant i guitarrista del grup Itoiz. Els darrers anys ha treballat com a cantant en solitari i compositor.
Després d'estudiar a l'escola municipal de música, es va llicenciar en Dret a la Universitat de Deusto, i en aquells anys, dècada del 1970, va començar la seua trajectòria musical, primer amb el grup Indar Trabes, i després amb Itoiz (1978-1988). Alhora, va aprofundir en els seus estudis de música a Bilbao i va començar a fer treballs per a la televisió el 1984.

## Discografia

### Amb Itoiz
1. Itoiz (1978)
2. Ezekiel (1980)
3. Alkolea (1982)
4. Musikaz blai (1983)
5. Espaloian (1985)
6. Nobela beltza (1985)
7. Ambulance (1987)
8. eremuko dunen atzetik dabil... (1988)
9. Itoiz 1978-1988 (2000)
10. Itoiz-Antologia 1978-1988 (2008)

### En solitari
1. Flannery eta bere Astakiloak (Elkar, 1986)
2. Poliren Kantak (Elkar, 1988)
3. Atlantic River (Elkar, 1994)
4. Hau berua (Elkar, 1996)
5. Ikaro (Elkar, 2000)
6. Hiriko istorioak - JC Pérez Live (Elkar, 2006)
7. Itoiz Suite, amb la Orquestra Simfònica de Bilbao (Brian's Records, 2009)